# Trochalus rufobrunnescens
Trochalus rufobrunnescens är en skalbaggsart som beskrevs av Hermann Julius Kolbe 1883. Trochalus rufobrunnescens ingår i släktet Trochalus och familjen Melolonthidae. Inga underarter finns listade i Catalogue of Life.